# Sint-Claraklooster (Poligny)

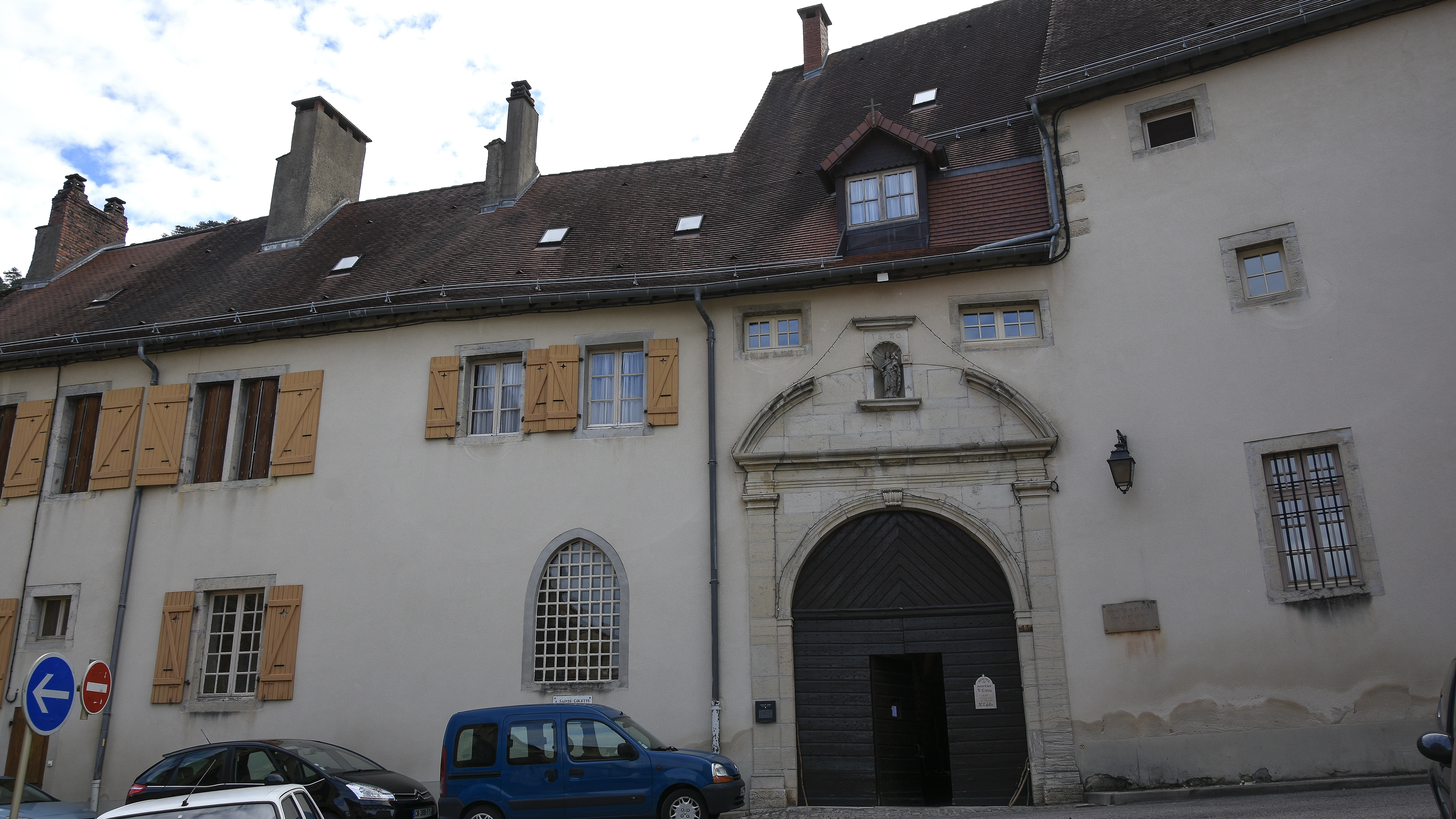
Het Sint-Claraklooster te Poligny met het portaal uit 1680

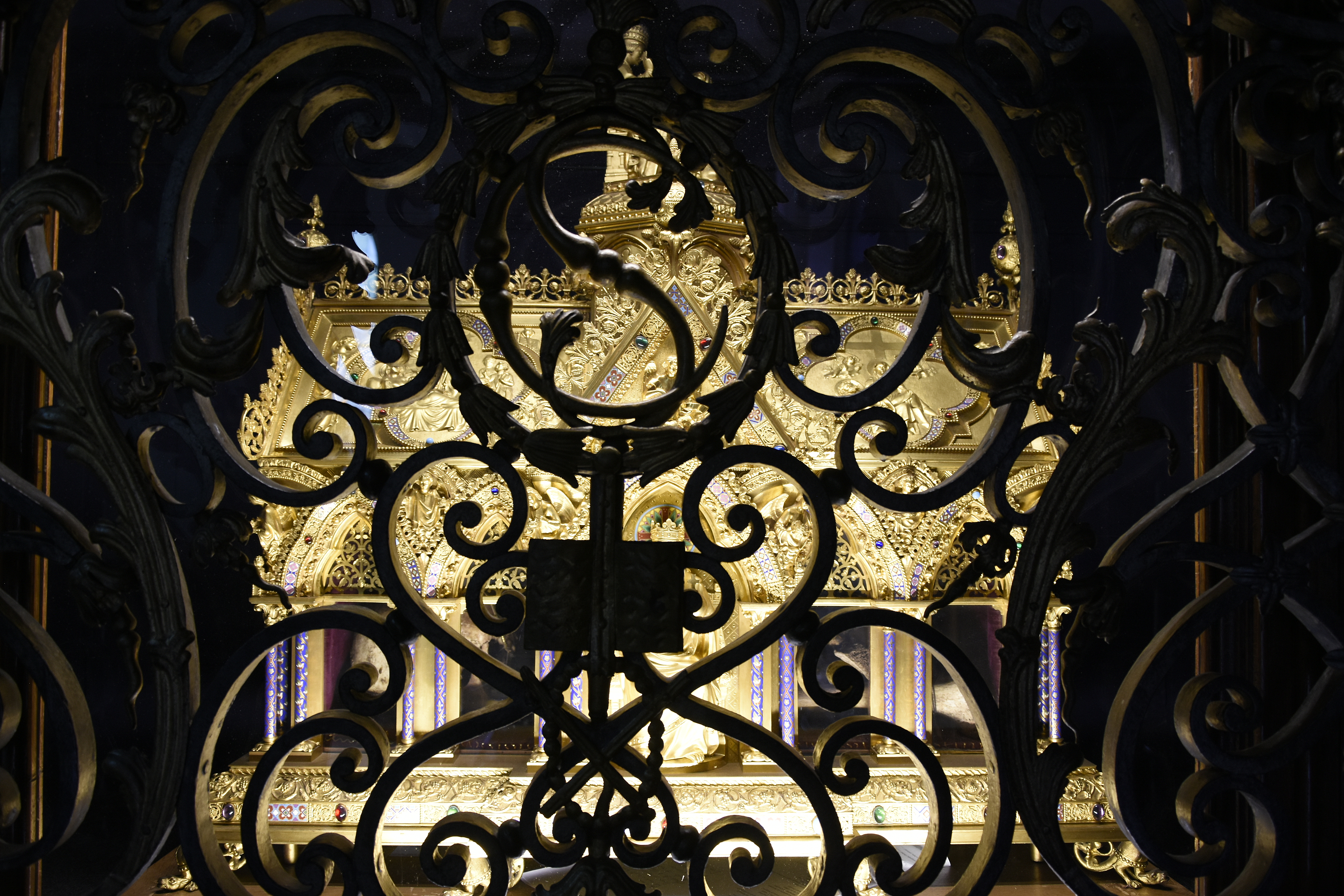
Het schrijn van de heilige Coleta in het Sint-Claraklooster te Poligny

Het Sint-Claraklooster is een klooster van clarissen in de Franse stad Poligny, in de rue Sainte-Colette, toegewijd aan Clara van Assisi. Het klooster werd in 1415 gesticht door de heilige Coleta. Coleta verbleef er tien jaar. Een reliekschrijn van haar wordt er bewaard.

## Geschiedenis
De bouw van het klooster kwam er dankzij de tussenkomst van Jan zonder Vrees, hertog van Bourgondië, die het domein dat hij in Poligny bezat aan Coleta schonk. Zij stichtte hier haar derde klooster in Franche-Comté, na dat van Besançon en Auxonne. Ze stichtte ook het monasterium Bethlehem in de Belgische stad Gent.
De clarissen moesten tweemaal Poligny ontvluchten. De eerste keer tijdens de Tienjarige Oorlog in Franche-Comté toen Franse troepen het toenmalig Spaanse gebied verwoestten. De stad en het klooster werden in brand gestoken. Een tweede maal hielden de revolutionairen er in 1792 huis. De zusters kwamen in 1820 terug tijdens de Tweede Restauratie. Het klooster zoals het anno 2017 bestaat, werd heropgebouwd op de oude fundamenten. Het kende een aantal aanpassingen, tot in de 20e eeuw.

## Het reliekschrijn
Alhoewel Coleta in Gent overleed wordt het schrijn met haar resten in Poligny bewaard, na omzwervingen in een aantal andere steden. Het werd aan de stad geschonken door Louise Marie van Frankrijk, dochter van koning Lodewijk XV, die zelf kloosterlinge was. In de collegiale Sint-Hippolytus, vlak bij het klooster, is er een glasraam te zien dat de overbrenging van de relieken van Coleta in beeld brengt.

## Maagd en Kind
Dit beeldhouwwerk van Claus van de Werve (zie afbeelding) dat anno 2017 in het Metropolitan Museum of Art in New York wordt bewaard werd op vraag van Margaretha van Beieren, de echtgenote van Jan zonder Vrees in 1415 aan Coleta geschonken, bij de stichting van dit klooster. Hoogstwaarschijnlijk stond het daar. Een kopie ervan is te zien in de nabijgelegen Collegiale Sint-Hippolytus.

## Galerij

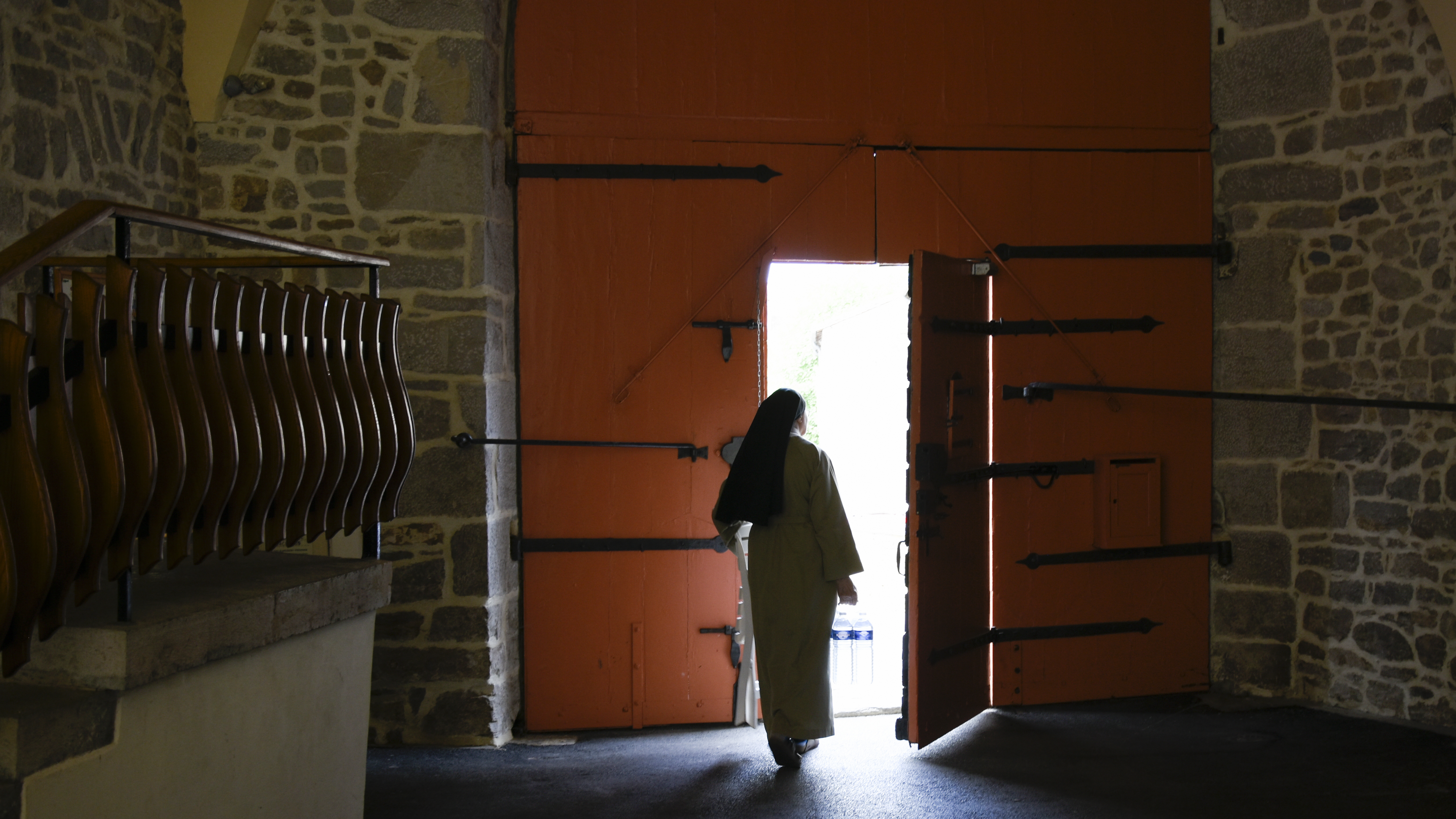
Een claris in het klooster
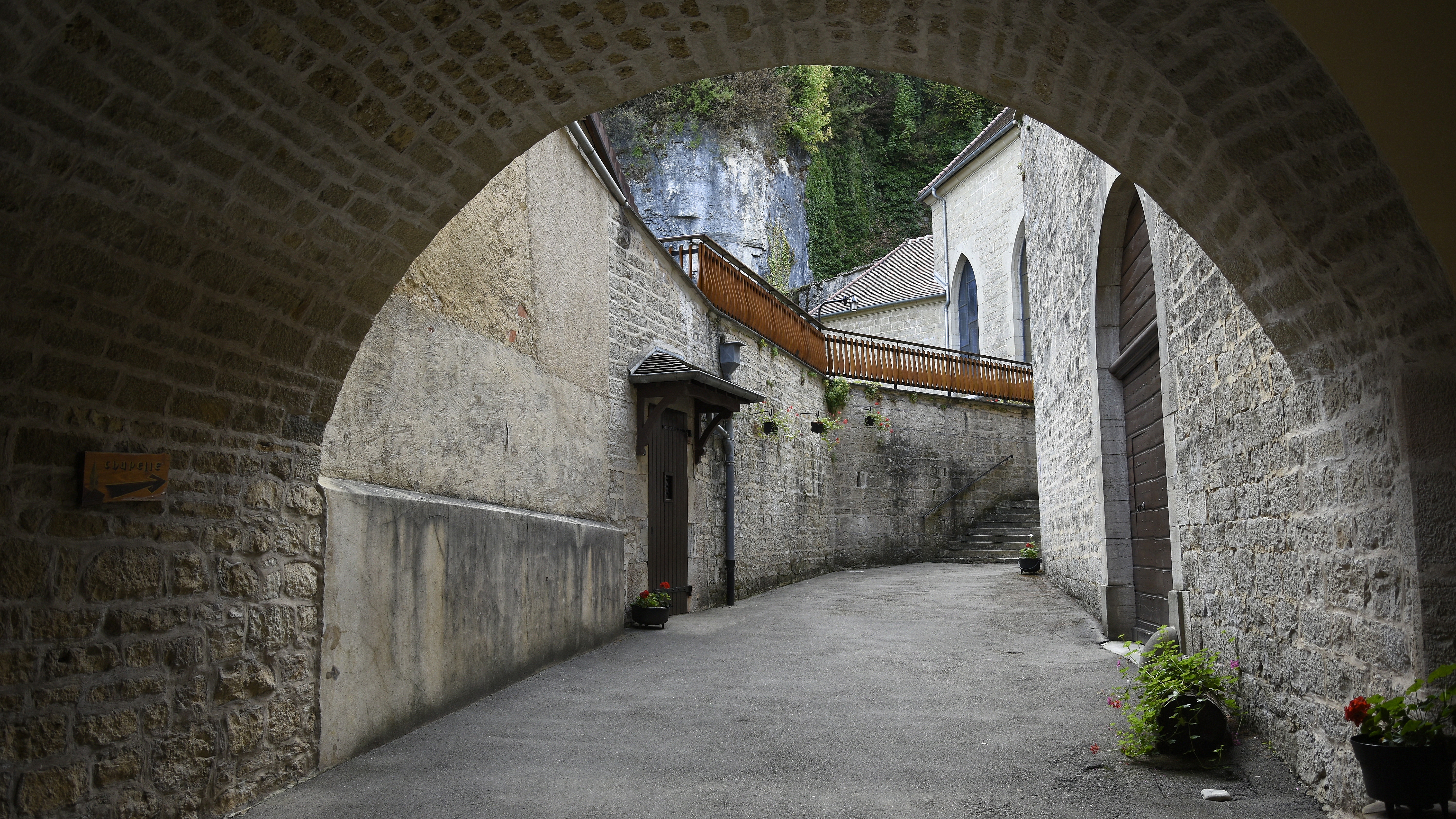
De gang naar de trappen van de kapel
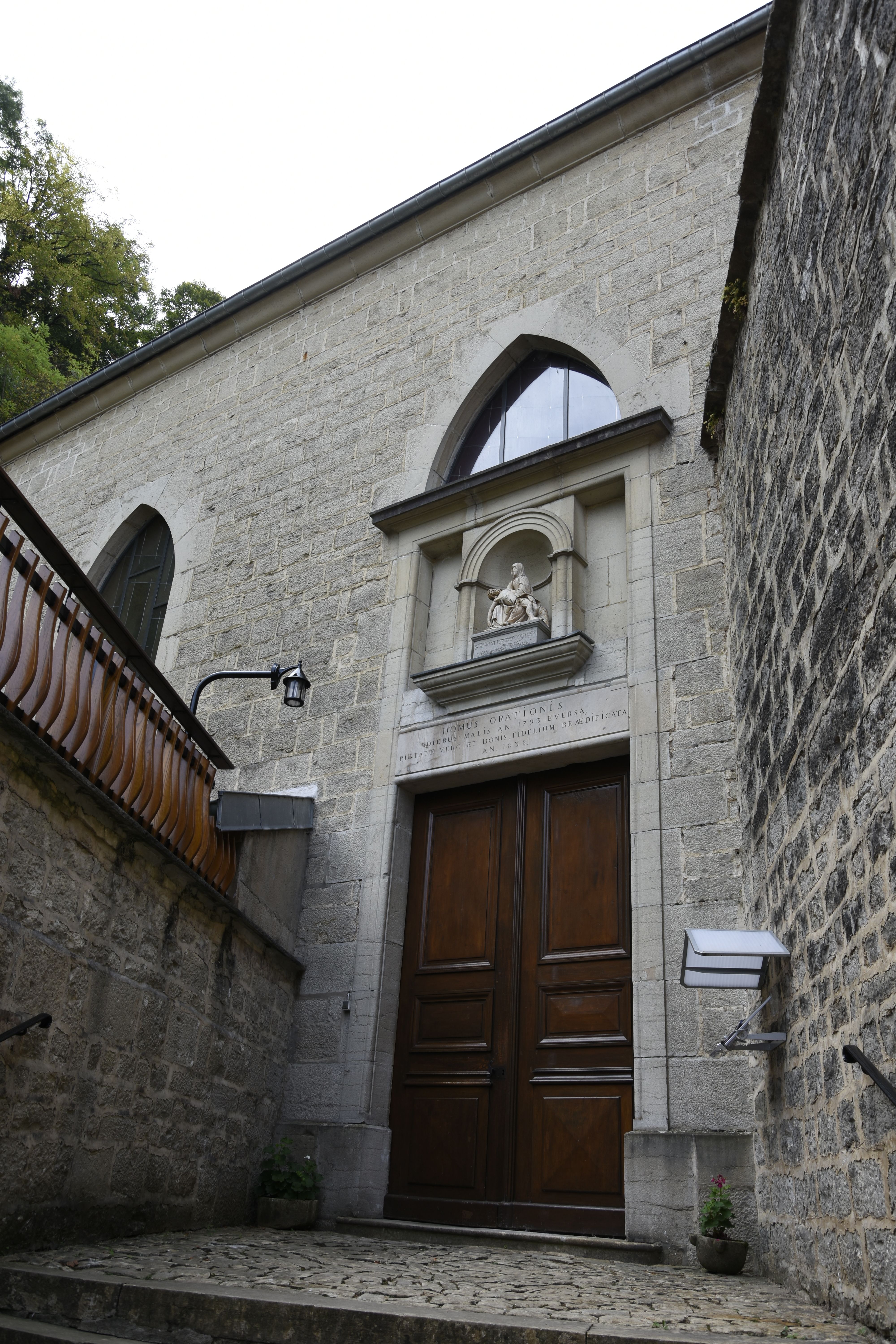
De ingang van de kapel
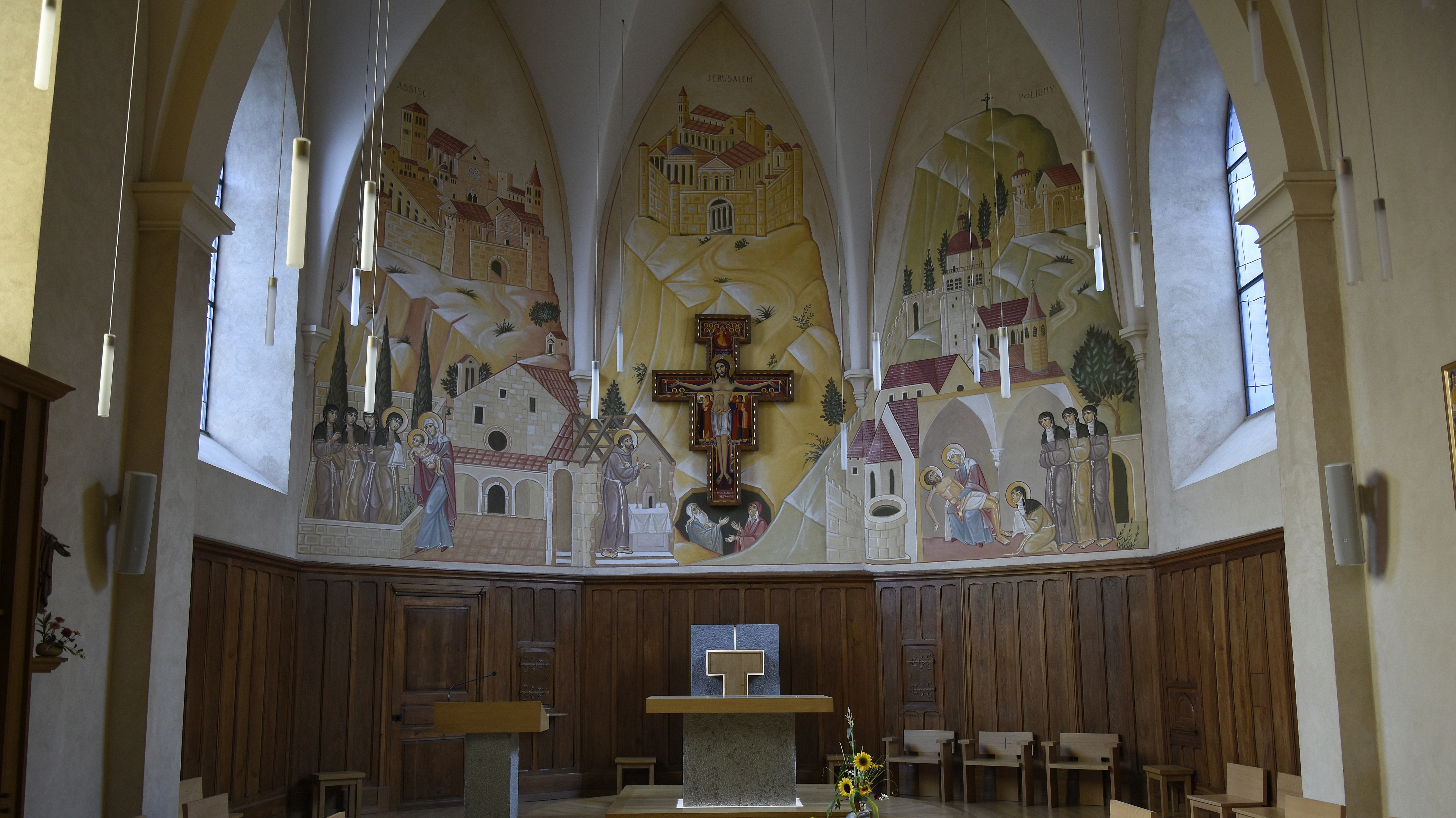
Het koor van de kapel
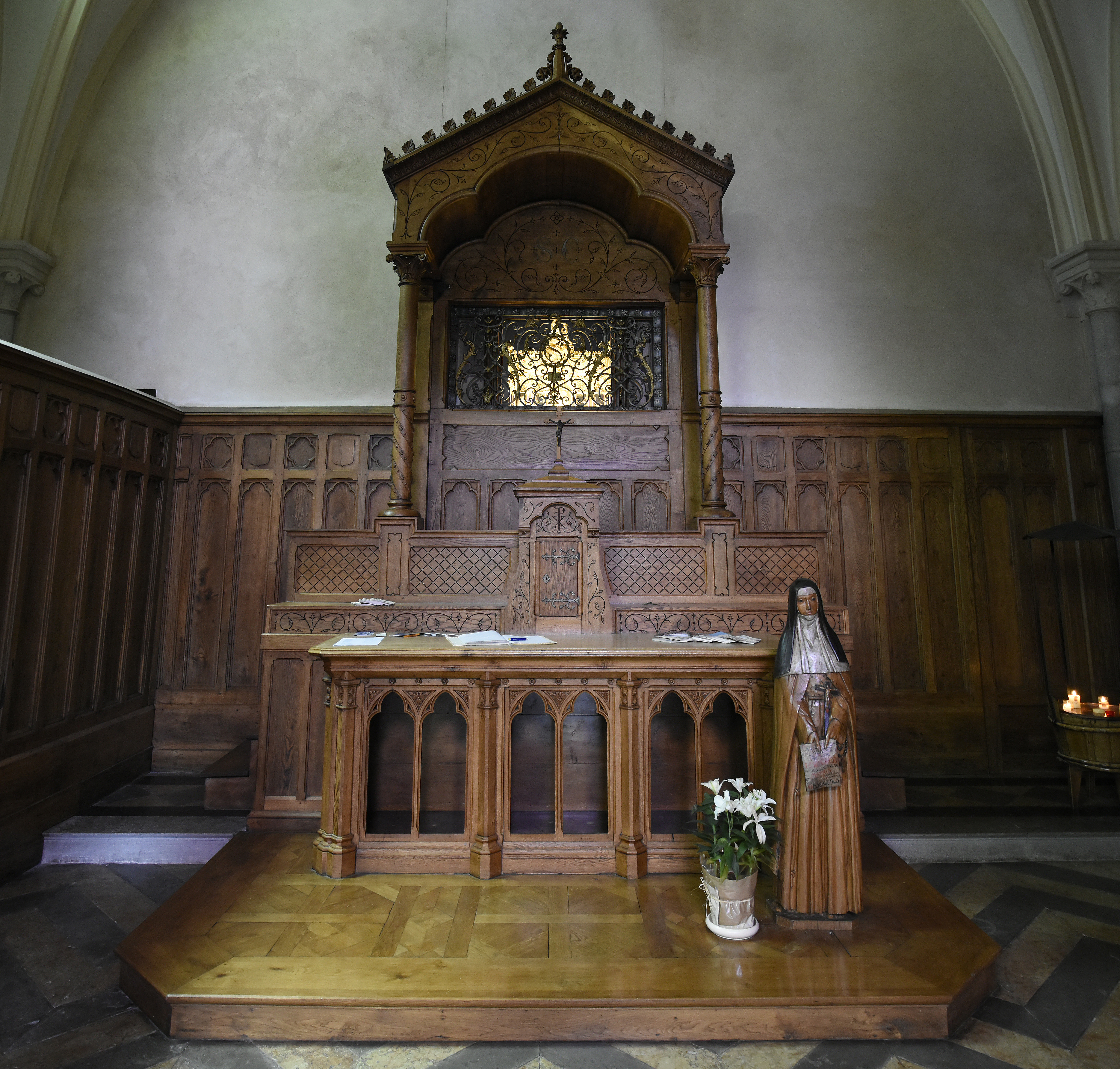
Een altaar met het schrijn van Coleta in de kapel
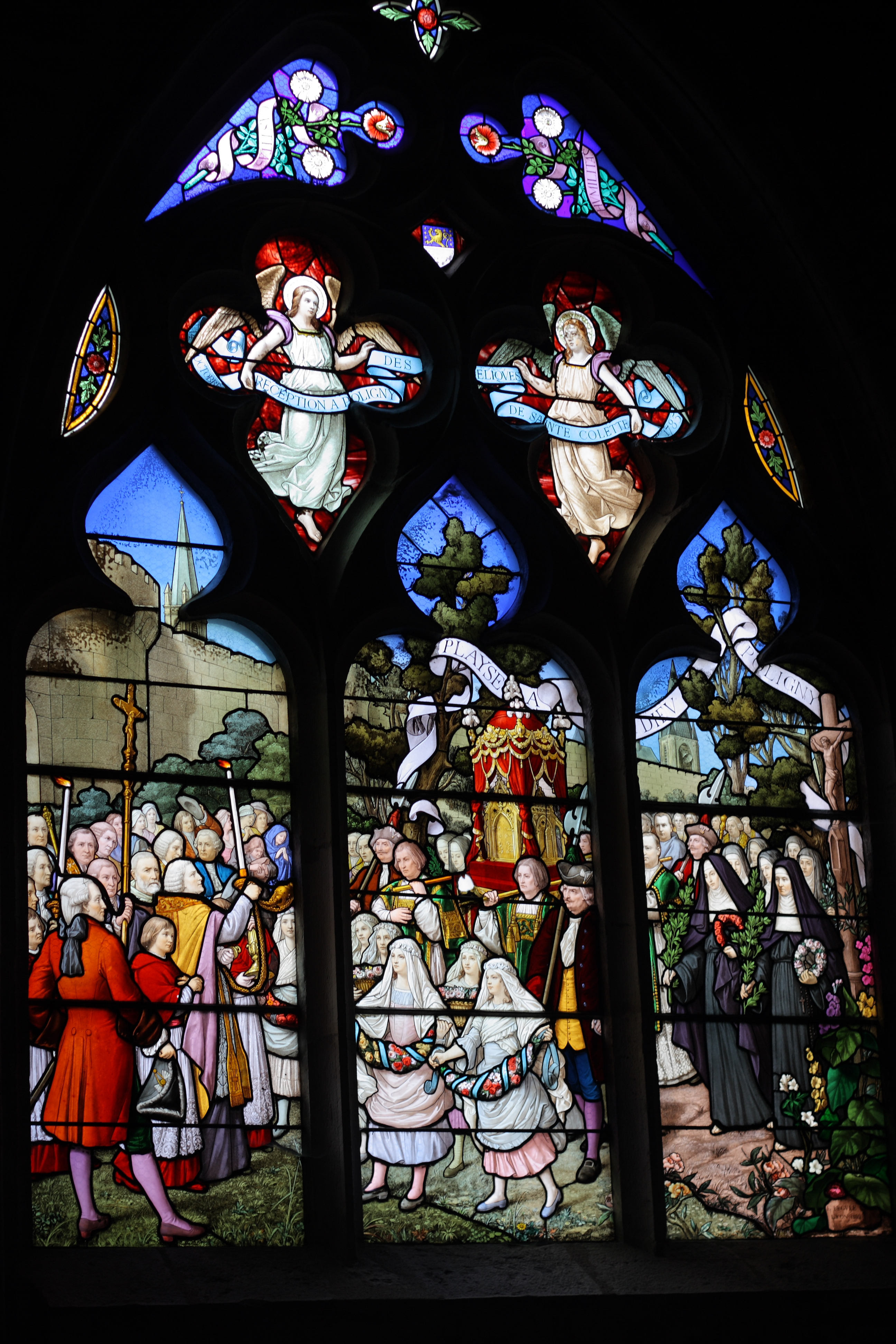
Glasraam in de kerk te Poligny die de overdracht van haar relieken naar Poligny afbeeldt
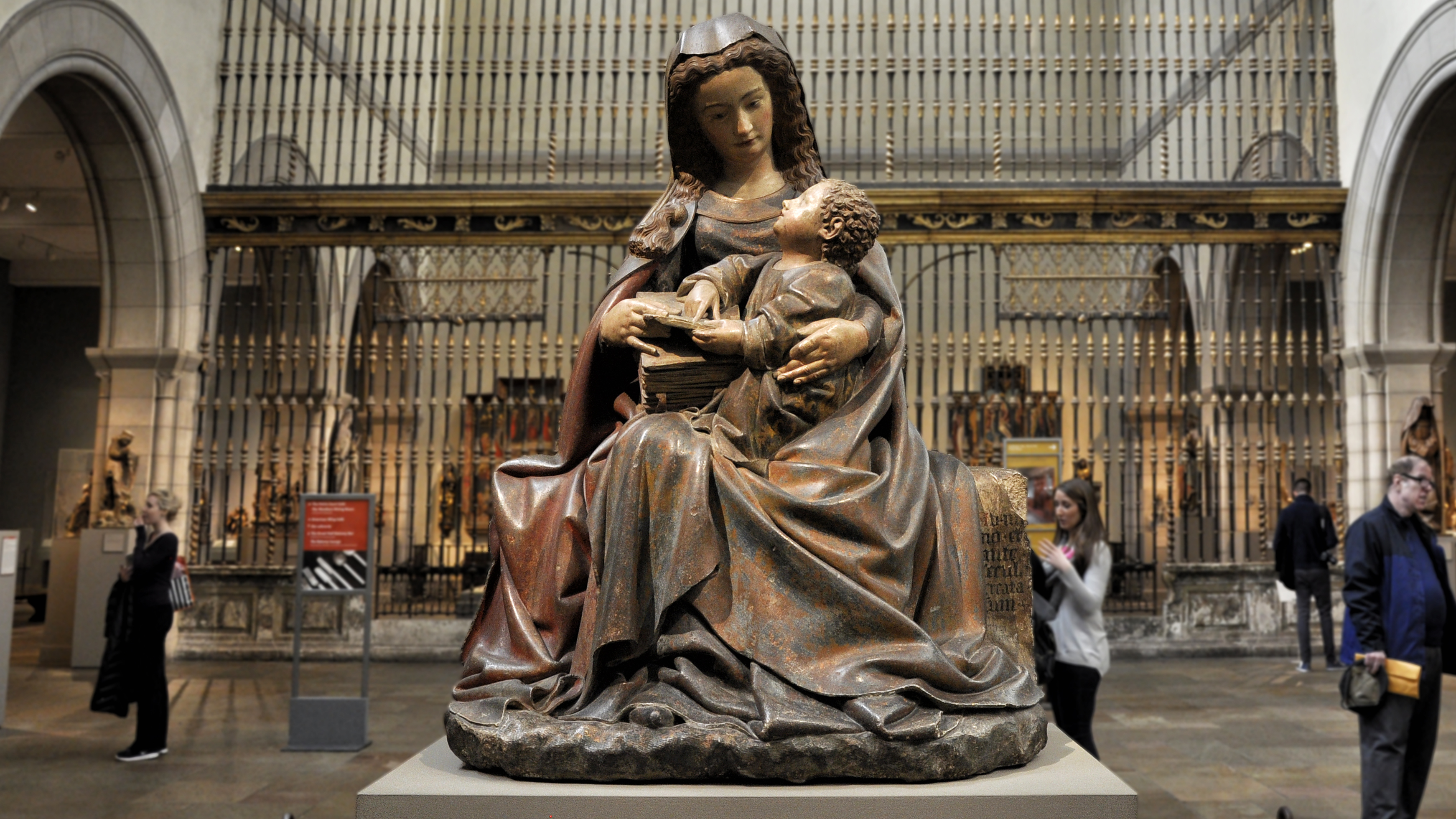
Maagd en Kind in New York